# Lingsberg
Lingsberg is een plaats in de gemeente Vallentuna in het landschap Uppland en de provincie Stockholms län in Zweden. De plaats heeft 81 inwoners (2005) en een oppervlakte van 15 hectare.